# Silly-la-Poterie
Silly-la-Poterie est une commune française située dans le département de l'Aisne, en région Hauts-de-France.

## Géographie
La commune est située dans le sud-ouest de l'Aisne en bordure sud de la forêt de Retz.
Le village est situé à 3 km au nord-est de La Ferté-Milon.

### Communes limitrophes
|                | Oigny-en-Valois  | Faverolles |
|                | Silly-la-Poterie | Troësnes   |
| La Ferté-Milon | La Ferté-Milon   |            |

### Lieux-dits, hameaux et écarts
Port aux Perches (halte fluviale).

### Hydrographie
La commune est située dans le bassin Seine-Normandie. Elle est drainée par l'Ourcq, la Savières, le fossé 01 de Charcy, le canal 01 des Hureaux, le canal 02 des Hureaux, le cours d'eau 01 des Hureaux, le cours d'eau 02 de la commune de Faverolles et un autre petit cours d'eau,.
L'Ourcq, d'une longueur de 86 km, prend sa source dans la commune de Courmont et se jette  dans la Marne en limite de Mary-sur-Marne et de Lizy-sur-Ourcq, face à Isles-les-Meldeuses, après avoir traversé 36 communes.
La Savières, d'une longueur de 18 km, prend sa source dans la commune de Parcy-et-Tigny et se jette  dans l'Ourcq à Troësnes, après avoir traversé 13 communes.

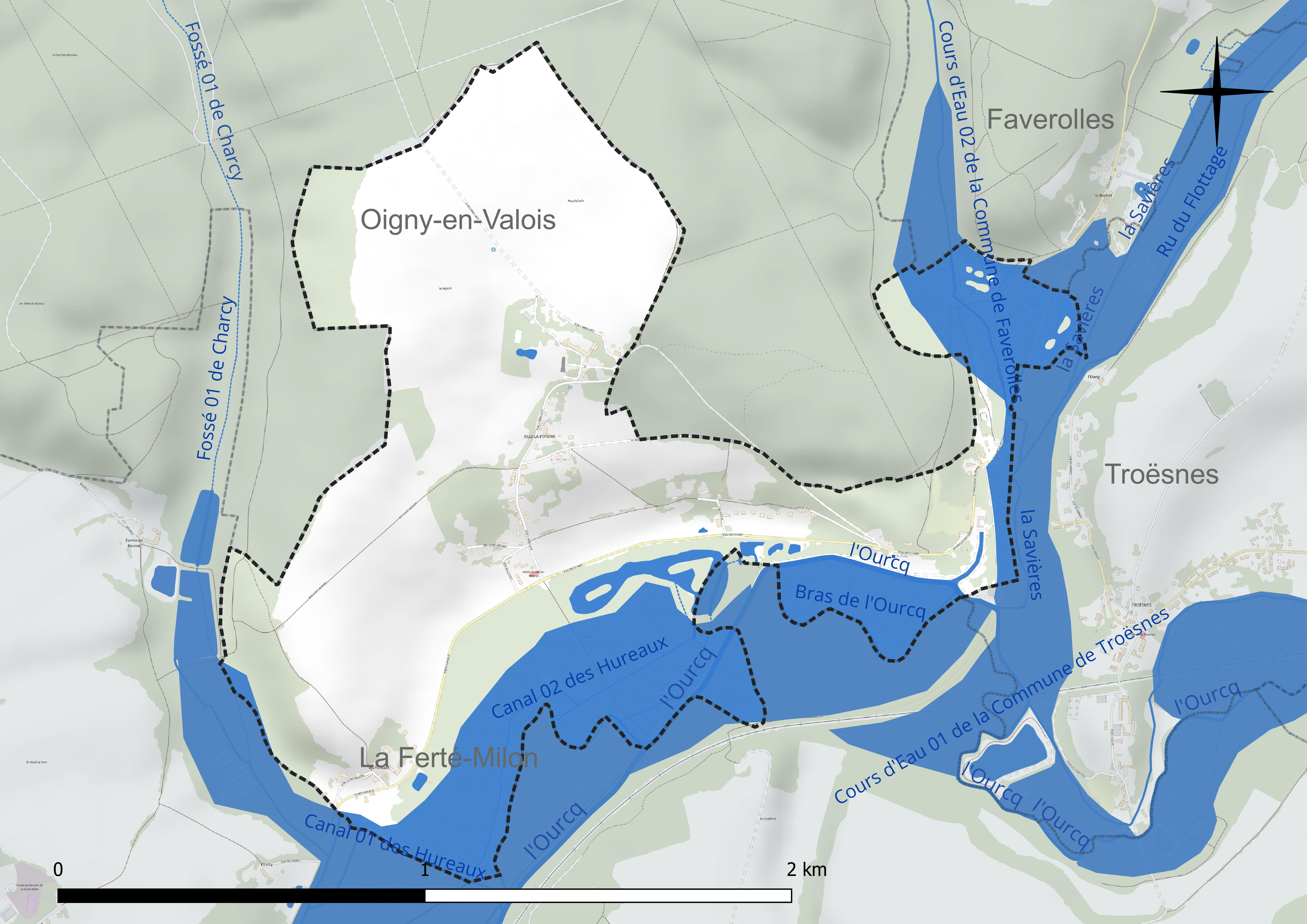
Réseau hydrographique de Silly-la-Poterie.

### Climat
Pour des articles plus généraux, voir Climat des Hauts-de-France et Climat de l'Aisne.
En 2010, le climat de la commune est de type climat océanique dégradé des plaines du Centre et du Nord, selon une étude du CNRS s'appuyant sur une série de données couvrant la période 1971-2000. En 2020, Météo-France publie une typologie des climats de la France métropolitaine dans laquelle la commune est exposée à un climat océanique altéré et est dans la région climatique Nord-est du bassin Parisien, caractérisée par un ensoleillement médiocre, une pluviométrie moyenne régulièrement répartie au cours de l'année et un hiver froid (3 °C).
Pour la période 1971-2000, la température annuelle moyenne est de 10,7 °C, avec une amplitude thermique annuelle de 15 °C. Le cumul annuel moyen de précipitations est de 727 mm, avec 12,1 jours de précipitations en janvier et 8,4 jours en juillet. Pour la période 1991-2020, la température moyenne annuelle observée sur la station météorologique la plus proche, située sur la commune d'Ussy-sur-Marne à 27 km à vol d'oiseau, est de 11,3 °C et le cumul annuel moyen de précipitations est de 726,5 mm,. Pour l'avenir, les paramètres climatiques de la commune estimés pour 2050 selon différents scénarios d'émission de gaz à effet de serre sont consultables sur un site dédié publié par Météo-France en novembre 2022.

## Urbanisme

### Typologie
Au 1er janvier 2024, Silly-la-Poterie est catégorisée commune rurale à habitat dispersé, selon la nouvelle grille communale de densité à 7 niveaux définie par l'Insee en 2022.
Elle est située hors unité urbaine. Par ailleurs la commune fait partie de l'aire d'attraction de Paris, dont elle est une commune de la couronne,.

### Occupation des sols
L'occupation des sols de la commune, telle qu'elle ressort de la base de données européenne d'occupation biophysique des sols Corine Land Cover (CLC), est marquée par l'importance des territoires agricoles (60,4 % en 2018), en augmentation par rapport à 1990 (53,4 %). La répartition détaillée en 2018 est la suivante : 
terres arables (37,8 %), forêts (37,6 %), zones agricoles hétérogènes (22,5 %), milieux à végétation arbustive et/ou herbacée (2 %).
L'évolution de l'occupation des sols de la commune et de ses infrastructures peut être observée sur les différentes représentations cartographiques du territoire : la carte de Cassini (XVIIIe siècle), la carte d'état-major (1820-1866) et les cartes ou photos aériennes de l'IGN pour la période actuelle (1950 à aujourd'hui).

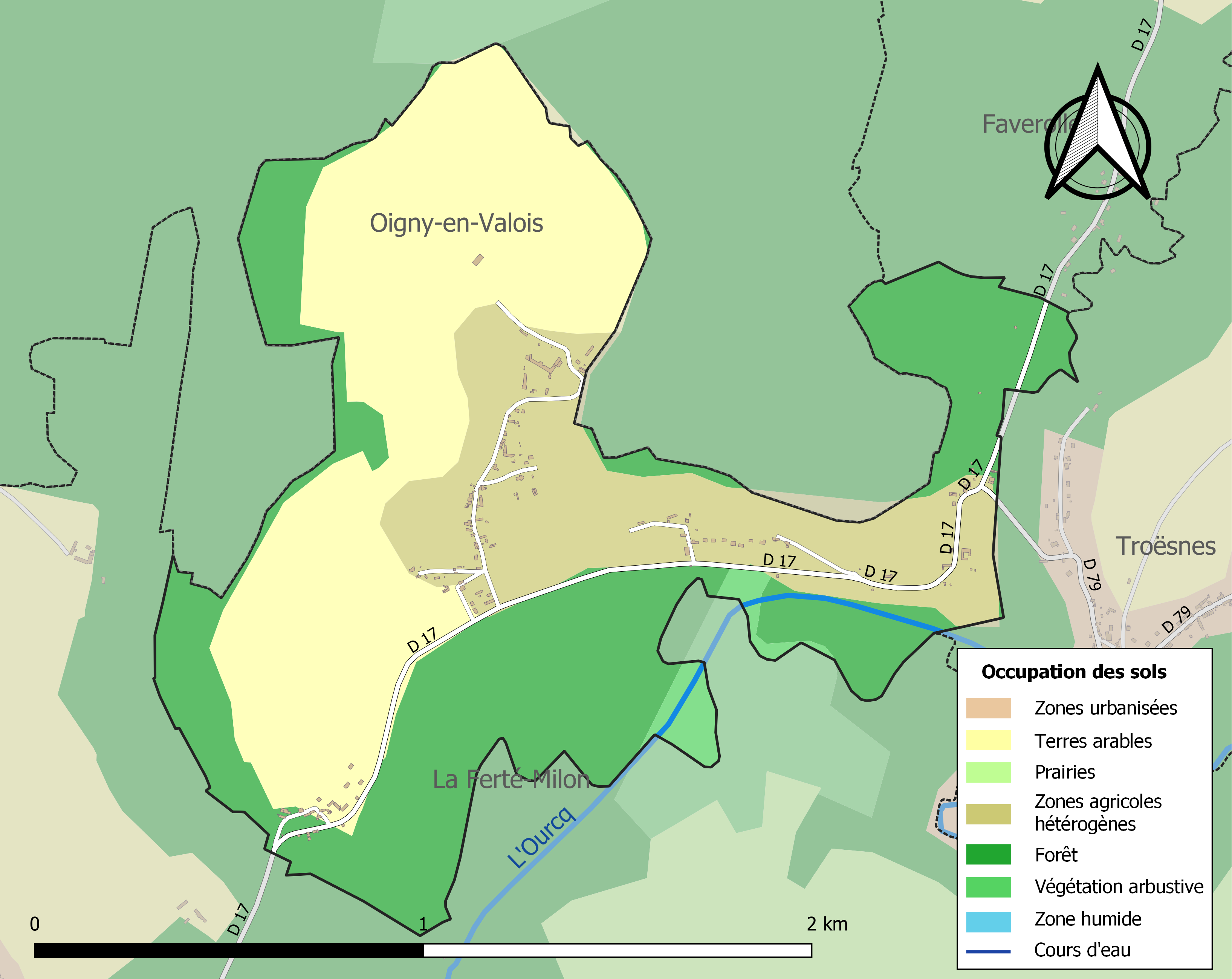
Carte de l'occupation des sols de la commune en 2018 (CLC).

## Toponymie
Le nom de la localité est attesté sous les formes Siliacus (1161) ; Sylly (1584) ; Silly-la-Potterie (1634).
Le village tient son nom de la fabrique de tuiles qui y était implantée.

## Histoire
Le dernier seigneur fut M. de Vuillefroy.
Vestiges préhistoriques et antiques.
Par arrêté préfectoral du 20 décembre 2016, la commune est détachée le 1er janvier 2017 de l'arrondissement de Château-Thierry pour intégrer l'arrondissement de Soissons.

## Politique et administration

### Découpage territorial
La commune de Silly-la-Poterie est membre de la communauté de communes Retz-en-Valois, un établissement public de coopération intercommunale (EPCI) à fiscalité propre créé le 1er janvier 2017 dont le siège est à Villers-Cotterêts. Ce dernier est par ailleurs membre d'autres groupements intercommunaux.
Sur le plan administratif, elle est rattachée à l'arrondissement de Soissons, au département de l'Aisne et à la région Hauts-de-France. Sur le plan électoral, elle dépend du  canton de Villers-Cotterêts pour l'élection des conseillers départementaux, depuis le redécoupage cantonal de 2014 entré en vigueur en 2015, et de la cinquième circonscription de l'Aisne  pour les élections législatives, depuis le dernier découpage électoral de 2010.

### Administration municipale

#### Liste des maires
| Période                                  | Période                       | Identité          | Étiquette | Qualité                                                  |
| ---------------------------------------- | ----------------------------- | ----------------- | --------- | -------------------------------------------------------- |
| Les données manquantes sont à compléter. |                               |                   |           |                                                          |
| 1959                                     | mars 2014                     | Raymond Trombetta | DVD       |                                                          |
| mars 2014                                | En cours (au 13 juillet 2020) | Gérard Trombetta  | SE        | Retraité de l'agriculture Réélu pour le mandat 2020-2026 |

## Population et société

### Démographie
L'évolution du nombre d'habitants est connue à travers les recensements de la population effectués dans la commune depuis 1793. Pour les communes de moins de 10 000 habitants, une enquête de recensement portant sur toute la population est réalisée tous les cinq ans, les populations de référence des années intermédiaires étant quant à elles estimées par interpolation ou extrapolation. Pour la commune, le premier recensement exhaustif entrant dans le cadre du nouveau dispositif a été réalisé en 2005.

En 2022, la commune comptait 114 habitants, en évolution de −11,63 % par rapport à 2016 (Aisne : −1,97 %, France hors Mayotte : +2,11 %).
| 1793 | 1800 | 1806 | 1821 | 1831 | 1836 | 1841 | 1846 | 1851 |
| ---- | ---- | ---- | ---- | ---- | ---- | ---- | ---- | ---- |
| 116  | 134  | 130  | 132  | 138  | 163  | 172  | 172  | 199  |

| 1856 | 1861 | 1866 | 1872 | 1876 | 1881 | 1886 | 1891 | 1896 |
| ---- | ---- | ---- | ---- | ---- | ---- | ---- | ---- | ---- |
| 160  | 176  | 172  | 169  | 130  | 125  | 146  | 164  | 146  |

| 1901 | 1906 | 1911 | 1921 | 1926 | 1931 | 1936 | 1946 | 1954 |
| ---- | ---- | ---- | ---- | ---- | ---- | ---- | ---- | ---- |
| 172  | 124  | 133  | 165  | 211  | 149  | 137  | 145  | 154  |

| 1962 | 1968 | 1975 | 1982 | 1990 | 1999 | 2005 | 2006 | 2010 |
| ---- | ---- | ---- | ---- | ---- | ---- | ---- | ---- | ---- |
| 147  | 133  | 114  | 110  | 132  | 138  | 141  | 142  | 134  |

| 2015 | 2020 | 2022 | - | - | - | - | - | - |
| ---- | ---- | ---- | - | - | - | - | - | - |
| 131  | 118  | 114  | - | - | - | - | - | - |

### Sports
Cyclotourisme, randonnées pédestres, passage du GR 11, circuit pédestre cantonal des 4 vallées, circuit automobile touristique. Promenades fluviales sur l'Ourcq au départ de la gare fluviale.

## Culture locale et patrimoine

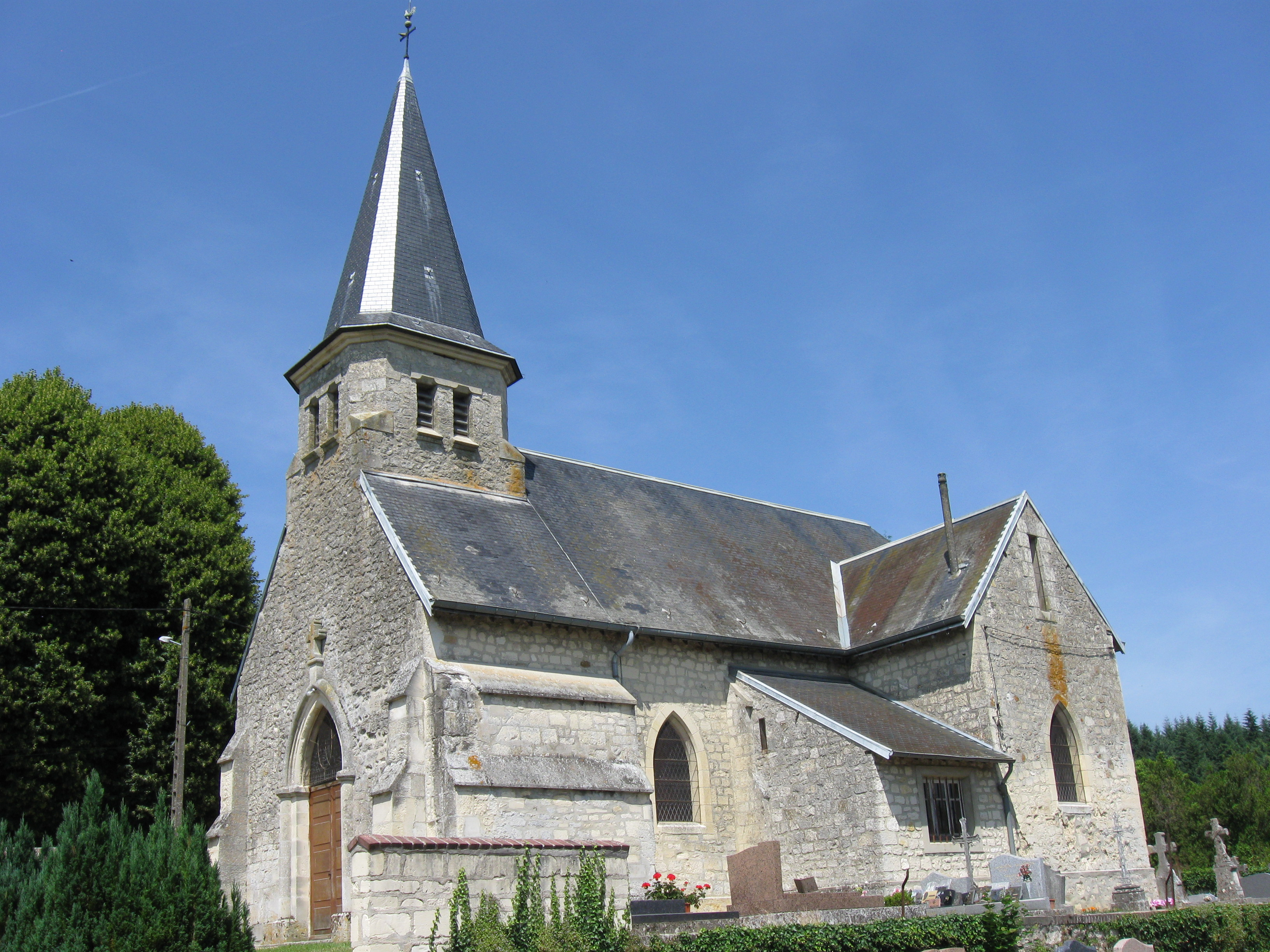
L'église Saint-Médard.

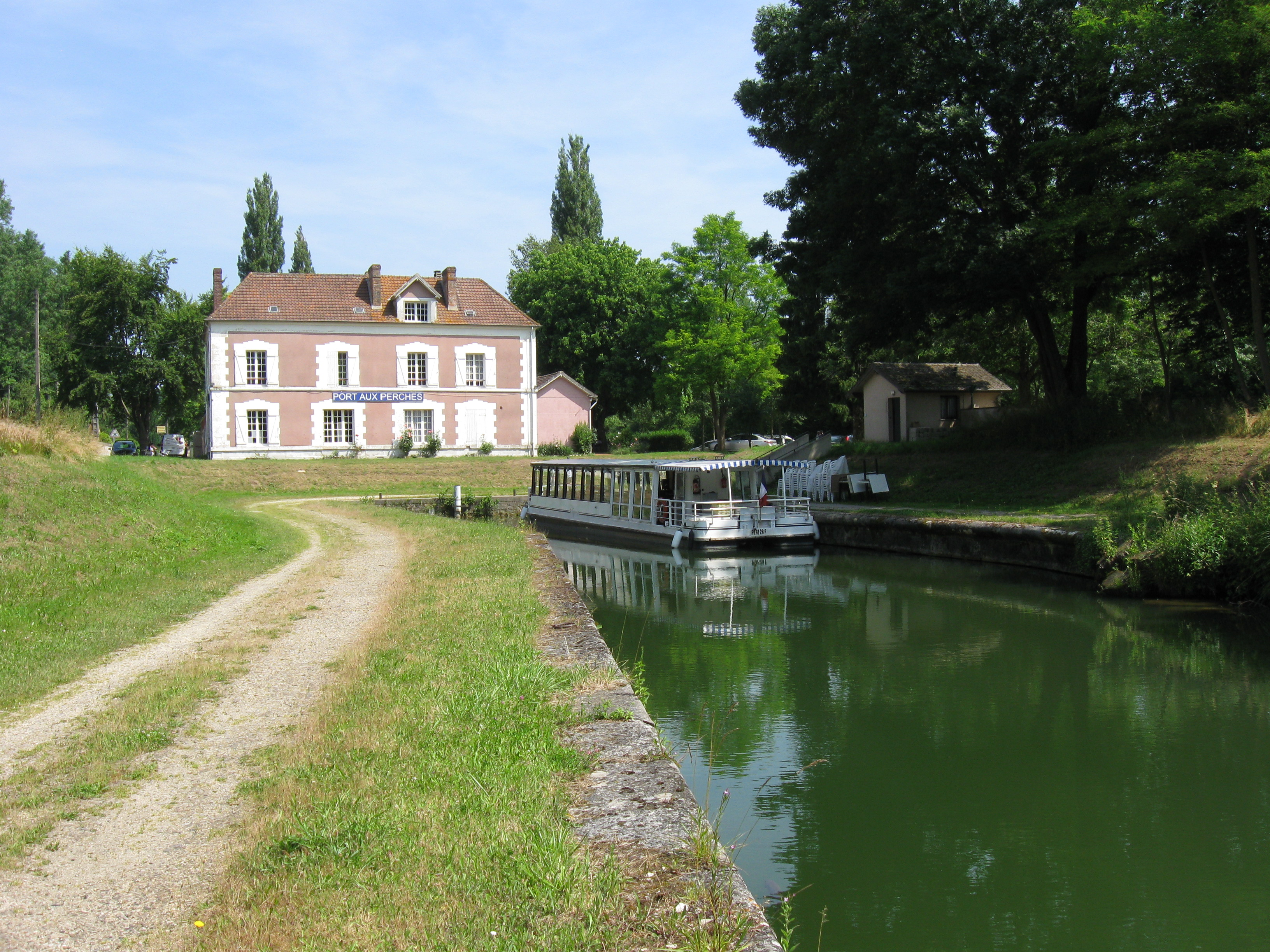
Le Port aux Perches.

### Lieux et monuments
- L'église Saint-Médard, XIIIe siècle (sept statues d'art populaire en bois).
- Le château de Silly, XIXe siècle.
- La Pierre du Souvenir de l'abbé Latz (stelle).
- L'ancienne gare fluviale de Port-aux-Perches et rives de l'Ourcq.
- L'ancien presbytère.